# Distretto di Datong (Daqing)
Il distretto di Datong (大同区S, Dàtóng QūP) è un distretto della Cina, situato nella provincia di Heilongjiang e amministrato dalla prefettura di Daqing.